# Horacio Muñoz
Horacio Muñoz Muñoz (Colico, Carampangue, 18 de mayo de 1896–Concepción, 4 de septiembre de 1934) fue un futbolista chileno que jugaba de delantero. Fue seleccionado de su país en la primera Copa Mundial de Fútbol disputada en Uruguay en 1930.
Es recordado por ser uno de los primeros ídolos de Fernández Vial. Era hermano del también futbolista Bartolo Muñoz, con quien compartió carrera en Arturo Fernández Vial y la selección.

## Biografía

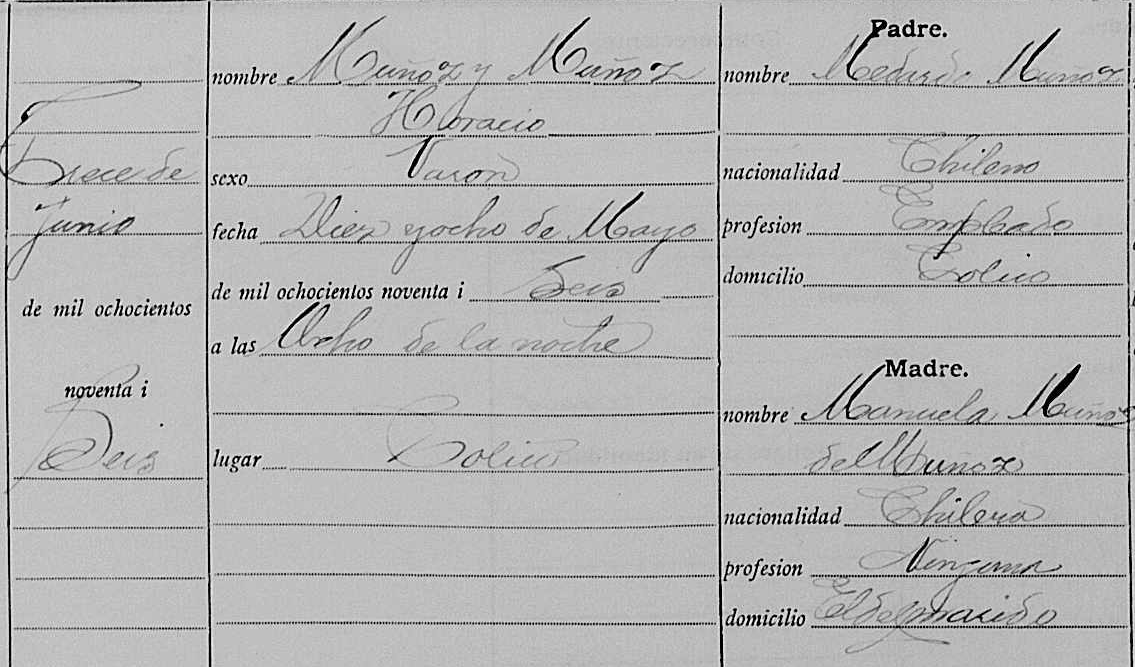
Inscripción de nacimiento, Registro Civil, Municipalidad de Villa Carampangue

Nació en 1896 en la localidad de Colico, perteneciente a la antigua comuna de Carampangue, actual comuna de Arauco.
Hermano del también futbolista Bartolomé Muñoz, conocido como Bartolo. Padre de tres hijos Mirtha Muñoz Valenzuela, Silvia Nelly Muñoz Valenzuela y Horacio Muñoz Valenzuela . Fueron desde juveniles parte de Fernández Vial. El destacado desempeño de ambos en el torneo Copa Té Ratanpuro —en donde fueron campeones— les valió el llamado a la selección de fútbol de Chile para disputar el Campeonato Sudamericano 1917.
Fue invitado a la Gira internacional de Colo-Colo en 1927 y, posteriormente, siguió reforzando al club para distintas giras y amistosos entre 1927-1930.
Falleció en Concepción en 1934, y en los años 1970 fue trasladado al «Mausoleo de los Viejos Cracks» de Colo-Colo en el Cementerio General de Santiago.

## Selección nacional
Formó parte de la Selección chilena entre 1917 y 1930. Su primera convocatoria fue para el disputar el Campeonato Sudamericano 1917, donde el seleccionado tuvo un paupérrimo rendimiento. 
En el Campeonato Sudamericano 1919 nuevamente tuvo participación, sin embargo, el equipo nuevamente tuvo un pobre desempeño. 
Para el Campeonato Sudamericano 1920, donde Chile fue el anfitrión, actuó de titular en todos los encuentros. En el Campeonato Sudamericano 1926 —también de local— jugó únicamente en el empate ante Argentina. 
Fue nominado para la Copa Mundial de Fútbol de 1930, sin embargo, no tuvo participación en ningún encuentro en dicho torneo.
En total disputó 8 partidos oficiales y uno de carácter amistoso.

### Participaciones en Copas del Mundo
| Torneo               | Sede    | Resultado    |
| -------------------- | ------- | ------------ |
| Copa Mundial de 1930 | Uruguay | Primera fase |

### Participaciones en el Campeonato Sudamericano
| Torneo                       | Sede    | Resultado     | Partidos |
| ---------------------------- | ------- | ------------- | -------- |
| Campeonato Sudamericano 1917 | Uruguay | Cuarto lugar  | 2        |
| Campeonato Sudamericano 1919 | Brasil  | Cuarto lugar  | 2        |
| Campeonato Sudamericano 1920 | Chile   | Cuarto lugar  | 3        |
| Campeonato Sudamericano 1926 | Chile   | Tercer puesto | 1        |

## Clubes
| Club           | País  | Año       |
| -------------- | ----- | --------- |
| Fernández Vial | Chile | 1914-1930 |